# Maximilian II của Thánh chế La Mã
Maximilian II (31 tháng 7 năm 1527 – 12 tháng 10 năm 1576) là Hoàng đế La Mã Thần thánh từ năm 1564 cho đến khi ông qua đời năm 1576. Là thành viên của Vương tộc Habsburg của Đại công quốc Áo, ông lên ngôi Vua Bohemia tại Praha vào ngày 14 tháng 5 năm 1562 và được bầu làm Vua Đức ( Vua La Mã Đức) vào ngày 24 tháng 11 năm 1562. Ngày 8 tháng 9 năm 1563, ông lên ngôi Vua của Hungary và Croatia tại thủ đô Pressburg của Hungary (Pozsony trong tiếng Hungary; nay là Bratislava, Slovakia). Vào ngày 25 tháng 7 năm 1564, ông kế vị cha mình là Ferdinand I làm Hoàng đế La Mã Thần thánh.
Sự cai trị của Maximilian được hình thành bởi quá trình xưng tội sau Hòa ước Tôn giáo Augsburg năm 1555. Mặc dù là một thành viên của Vương tộc Habsburg và là một người Công giáo, ông đã tiếp cận các điền trang của Giáo hội Luther với mục đích vượt qua sự ly giáo, nhưng cuối cùng đã thất bại. Ông cũng phải đối mặt với các cuộc chiến tranh Ottoman-Habsburg đang diễn ra và những xung đột ngày càng gia tăng với những người anh em họ Habsburg Tây Ban Nha của mình.
Theo Fichtner, Maximilian đã không đạt được ba mục tiêu chính của mình: hợp lý hóa cơ cấu chính phủ, thống nhất Cơ đốc giáo và trục xuất người Thổ Nhĩ Kỳ khỏi Hungary. Peter Marshall cho rằng thật sai lầm khi coi Maximilian là một kẻ thất bại. Theo Marshall, thông qua sự khoan dung tôn giáo cũng như khuyến khích nghệ thuật và khoa học, ông đã thành công trong việc duy trì một nền hòa bình bấp bênh.

## Cuộc sống đầu đời

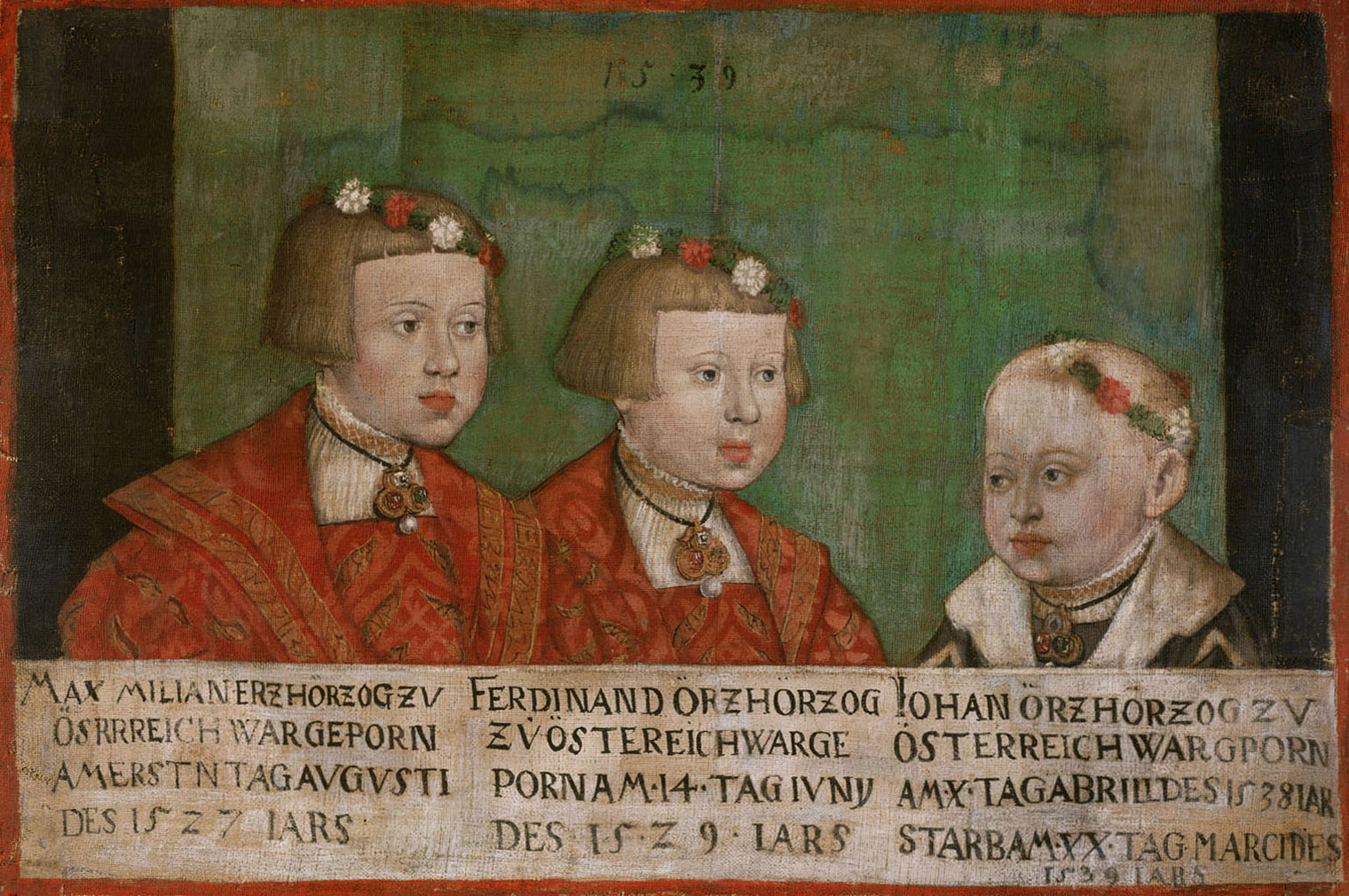
Maximilian và các em trai Ferdinand II và John, tranh của Jakob Seisenegger, 1539

Maximilian sinh ra ở Kinh thành Viên của Đại công quốc Áo, là con thứ hai và là con trai cả của Hoàng đế Ferdinand I, em trai của Hoàng đế Karl V của Thánh chế La Mã, và Công chúa Anna của Bohemia và Hungary thuộc Vương tộc Habsburg. Ông được đặt theo tên của ông cố, Hoàng đế Maximilian I. Vào thời điểm ông sinh ra, cha ông là Ferdinand đã kế vị anh rể là Vua Louis II để trở thành quân chủ của Vương quốc Bohemia và Vương quốc Hungary, mở rộng đáng kể lãnh thổ của Quân chủ Habsburg.
Trải qua những năm tháng tuổi thơ tại triều đình của cha mình ở Innsbruck, Bá quốc Tyrol, Maximilian chủ yếu được giáo dục ở Ý. Trong số các giáo viên của ông có các học giả theo chủ nghĩa nhân văn như Kaspar Ursinus Velius và Georg Tannstetter. Ông cũng tiếp xúc với giáo lý Tin Lành và ngay từ đầu đã trao đổi thư từ với Tuyển đế hầu Tin Lành là Augustus xứ Sachsen. Từ năm 17 tuổi, ông đã có được một số kinh nghiệm chiến tranh trong các chiến dịch trong Chiến tranh Ý giai đoạn 1542–1546 của chú ông là Karl V chống lại Vua François I của Pháp năm 1544, và cả trong Chiến tranh Schmalkaldic. Sau chiến thắng của Karl trong Trận Mühlberg năm 1547, Maximilian đã dành những lời tốt đẹp cho các nhà lãnh đạo Liên minh Schmalkaldic, Tuyển đế hầu John Frederick I, Tuyển hầu xứ Sachsen và Philip I, Bá tước xứ Hessen, và nhanh chóng bắt đầu tham gia vào công việc kinh doanh của Hoàng gia.

## Trở thành người thừa kế
Vào ngày 13 tháng 9 năm 1548, Hoàng đế Karl V của Thánh chế La Mã tổ chức lễ thành hôn cho Maximilian với con gái của Charles (em họ của Maximilian) là María của Tây Ban Nha tại dinh thự ở Valladolid thuộc Vương quyền Castilla. Bằng cuộc hôn nhân, chú của ông có ý định tăng cường mối quan hệ với chi nhánh Habsburg ở Tây Ban Nha, nhưng cũng để củng cố đức tin Công giáo cho cháu trai mình. Maximilian tạm thời đóng vai trò là đại diện của hoàng đế ở Tây Ban Nha, tuy nhiên không phải là Stadtholder của Hà Lan Habsburg như ông mong đợi. Trước sự phẫn nộ của mình, Vua Ferdinand đã bổ nhiệm em trai ông là Ferdinand II, Đại công tước Áo làm quản lý Vương quốc Bohemia, tuy nhiên quyền kế vị vị ngai vàng tương lai của Maximilian đã được công nhận vào năm 1549. Ông trở lại Đế chế La Mã Thần thánh vào tháng 12 năm 1550 để tham gia vào cuộc thảo luận về vấn đề Sự kế vị của hoàng gia.

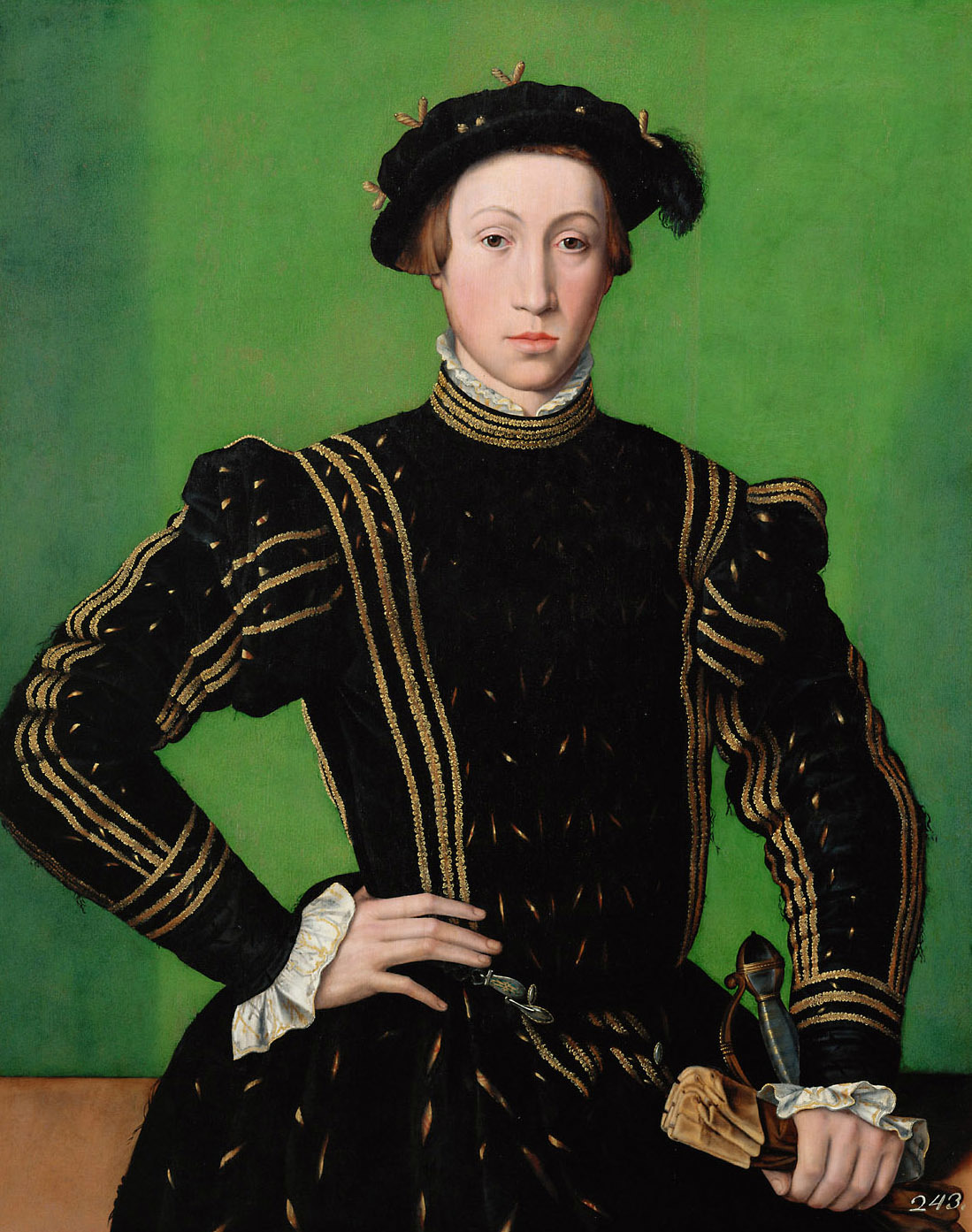
Đại công tước Maximilian, tranh của William Scrots, khoảng năm 1544

Mối quan hệ của Maximilian với chú của mình trở nên tồi tệ hơn, khi Karl V, một lần nữa bị lôi kéo bởi các Thân vương theo Tin Lành nổi loạn do Tuyển đế hầu Maurice xứ Sachsen lãnh đạo, mong muốn con trai mình là Felipe II của Tây Ban Nha kế vị ông làm hoàng đế của Thánh chế La Mã. Tuy nhiên, em trai của Karl là Ferdinand, người đã được bầu làm hoàng đế tiếp theo và con trai ông là Maximilian đã phản đối đề xuất này. Maximilian tìm kiếm sự ủng hộ của các Thân vương của Thánh chế La Mã như Albert V, Công tước xứ Bayern và thậm chí còn liên hệ với các nhà lãnh đạo Tin Lành như Maurice xứ Sachsen và Christoph, Công tước xứ Württemberg. Về lâu dài, một thỏa hiệp đã đạt được: Felipe II của Tây Ban Nha sẽ kế vị Ferdinand, nhưng trong thời kỳ trị vì của người cũ, Maximilian, với tư cách là Vua La Mã Đức, sẽ cai trị Đức. Sự sắp xếp này đã không được thực hiện và chỉ quan trọng vì sự khăng khăng của hoàng đế đã làm xáo trộn nghiêm trọng mối quan hệ hòa hợp tồn tại cho đến nay giữa hai nhánh của Vương tộc Habsburg; một căn bệnh xảy ra với Maximilian vào năm 1552 được cho là do uống thuốc độc vì lợi ích của anh họ và anh rể của ông, Felipe II của Tây Ban Nha.
Mối quan hệ giữa hai anh em họ không mấy suôn sẻ. Trong khi Felipe lớn lên như một người Tây Ban Nha và hầu như không rời khỏi vương quốc trong suốt cuộc đời, Maximilian tự nhận mình là Hoàng tử Đức tinh túy và thường tỏ ra cực kỳ ghét người Tây Ban Nha, những người mà ông coi là cố chấp và kiêu ngạo. Trong khi người anh họ của ông là người dè dặt và nhút nhát thì Maximilian lại hướng ngoại và lôi cuốn. Việc ông tuân theo chủ nghĩa nhân văn và khoan dung tôn giáo khiến ông xung đột với Felipe, người cam kết bảo vệ đức tin Công giáo hơn. Ngoài ra, ông còn được coi là một chỉ huy đầy tiềm năng, trong khi Felipe không thích chiến tranh và chỉ đích thân chỉ huy một cánh quân duy nhất một lần. Tuy nhiên, cả hai vẫn cam kết duy trì sự thống nhất của triều đại của họ.

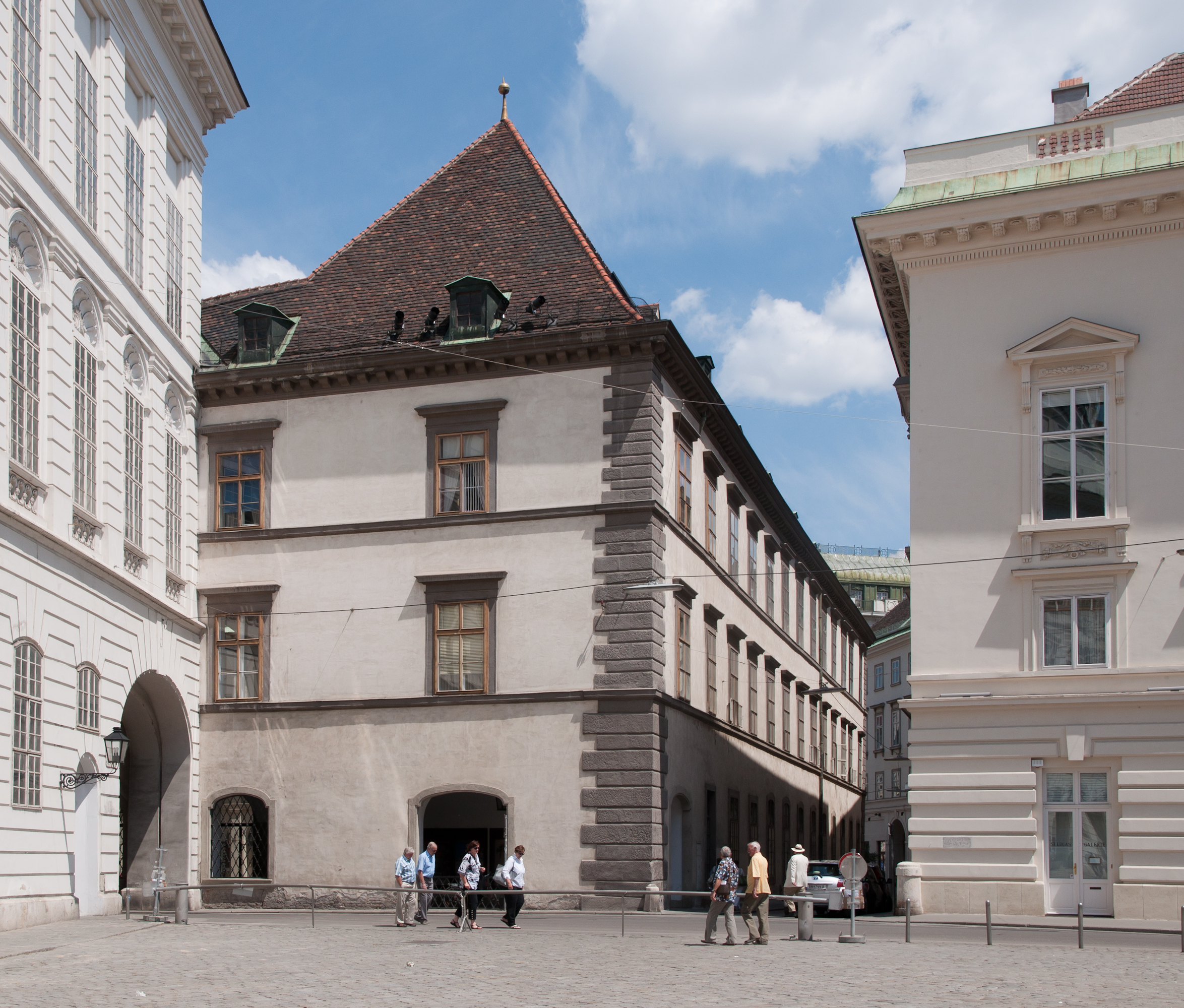
Stallburg

Năm 1551, Maximilian tham dự Công đồng Trent và năm tiếp theo đến cư trú tại cung điện Hofburg ở Viên, được tổ chức bằng cuộc tuần hành trở về thành phố trong chiến thắng với một đoàn tùy tùng lớn trong đó có voi Suleiman. Trong khi cha ông là Ferdinand ký kết Hòa ước Passau năm 1552 với các Nhà nước theo Tin Lành và cuối cùng đạt được Hòa ước Tôn giáo Augsburg vào năm 1555, Maximilian chủ yếu tham gia vào chính quyền các vùng đất cha truyền con nối của Áo và bảo vệ chúng trước các cuộc xâm lược của Đế quốc Ottoman. Tại Viên, ông đã mở rộng dinh thự Hofburg của mình với dãy nhà Stallburg theo phong cách Phục hưng, địa điểm của Trường Cưỡi ngựa Tây Ban Nha sau này, đồng thời ra lệnh xây dựng Cung điện Neugebäude ở Simmering. Vào những năm 1550, Kinh thành Viên có hơn 50.000 dân, trở thành thành phố lớn nhất ở Trung Âu cùng với Praha và xếp trước Nuremberg (40.000 dân).
Quan điểm tôn giáo của vị vua tương lai xứ Bohemia luôn có phần không chắc chắn, và có lẽ ông đã học được điều gì đó về Giáo hội Luther khi còn trẻ; nhưng mối quan hệ thân thiện của ông với một số Thân vương đế chế theo đạo Tin Lành, bắt đầu vào khoảng thời gian tranh luận về quyền kế vị, có lẽ là mang lý do chính trị hơn là tôn giáo. Tuy nhiên, ở Viên, ông trở nên rất thân thiết với [de], một nhà thuyết giáo trong triều đình chịu ảnh hưởng của Heinrich Bullinger với khuynh hướng mạnh mẽ theo chủ nghĩa Luther, và thái độ tôn giáo này đã khiến cha ông thấy không thoải mái. Người ta thoải mái bày tỏ lo ngại rằng ông chắc chắn sẽ rời bỏ Giáo hội Công giáo, và khi cha ông là Ferdinand trở thành hoàng đế vào năm 1558, ông đã chuẩn bị sẵn sàng để đảm bảo với Giáo hoàng Paul IV rằng con trai ông sẽ không kế vị ông nếu ông thực hiện bước đi này. Cuối cùng, Maximilian trên danh nghĩa vẫn là một tín đồ của đức tin Công giáo, mặc dù quan điểm của ông vẫn nhuốm màu chủ nghĩa Luther cho đến cuối đời. Sau nhiều lần bị từ chối, vào năm 1560, ông đã đồng ý trục xuất Pfauser, và lại bắt đầu tham dự các Thánh lễ của Nhà thờ Công giáo.

## Cai trị
Vào tháng 11 năm 1562, Maximilian được các tuyển đế hầu ở Frankfurt bầu làm Vua của La Mã Đức, hay vua Đức, nơi ông đăng cơ vài ngày sau đó, sau khi đảm bảo với các Tuyển đế hầu Công giáo về lòng trung thành của ông với đức tin của họ và hứa với những Tuyển đế hầu theo Tin Lành rằng ông sẽ công khai chấp nhận lời thú nhận Augsburg khi trở thành hoàng đế. Ông cũng tuyên thệ bảo vệ Giáo hội như thường lệ, và việc bầu ông sau đó đã được Lãnh địa Giáo hoàng xác nhận. Ông là vị vua đầu tiên của La Mã Đức không đăng quang ở Aachen. Vào tháng 9 năm 1563, ông được Tổng giám mục xứ Esztergom, Nicolaus Olahus phong làm Vua Hungary, và sau cái chết của cha mình, vào tháng 7 năm 1564, ông kế vị đế chế và các vương quốc Hungary, Croatia và Bohemia.
Vị hoàng đế mới đã chứng tỏ rằng ông tin vào sự cần thiết phải cải cách toàn diện Giáo hội. Tuy nhiên, ông không thể đạt được sự đồng ý của Giáo hoàng Pius IV về quyền hôn nhân của các giáo sĩ, và vào năm 1568, việc nhượng bộ hiệp thông cả hai hình thức cho giáo dân đã bị thu hồi. Về phần mình, Maximilian đã trao quyền tự do tôn giáo cho các quý tộc và hiệp sĩ theo Giáo hội Luther ở Áo, đồng thời từ chối cho phép công bố các sắc lệnh của Công đồng Trent. Giữa những kỳ vọng chung của những người theo đạo Tin Lành, ông đã gặp Nghị viện Augsburg được triệu tập đầu tiên vào tháng 3 năm 1566. Ông từ chối tuân theo yêu cầu của các Thân vương Tin Lành; mặt khác, dù đã thảo luận về sự gia tăng của chủ nghĩa bè phái nhưng không có bước đi quyết định nào được thực hiện để trấn áp nó, và kết quả duy nhất của cuộc họp là viện trợ cho cuộc chiến với người Thổ vừa được gia hạn. Maximilian tập hợp một đội quân lớn và hành quân chiến đấu với quân Ottoman. Người Ottoman bao vây và chinh phục Szigetvár vào năm 1566, nhưng hoàng đế của họ là Suleiman Đại đế, đã qua đời vì tuổi già trong cuộc bao vây. Vì không bên nào giành được chiến thắng trong cuộc giao tranh mang tính quyết định, các sứ thần của Maximilian là Antun Vrančić và Christoph Teuffenbach đã gặp Đại tể tướng Sokollu Mehmed Pasha của Ottoman ở Adrianople để đàm phán một hiệp định đình chiến vào năm 1568. Các điều khoản của Hiệp ước Adrianople yêu cầu Hoàng đế Maximilian công nhận quyền thống trị của Ottoman đối với Transylvania, Wallachia và Moldavia.

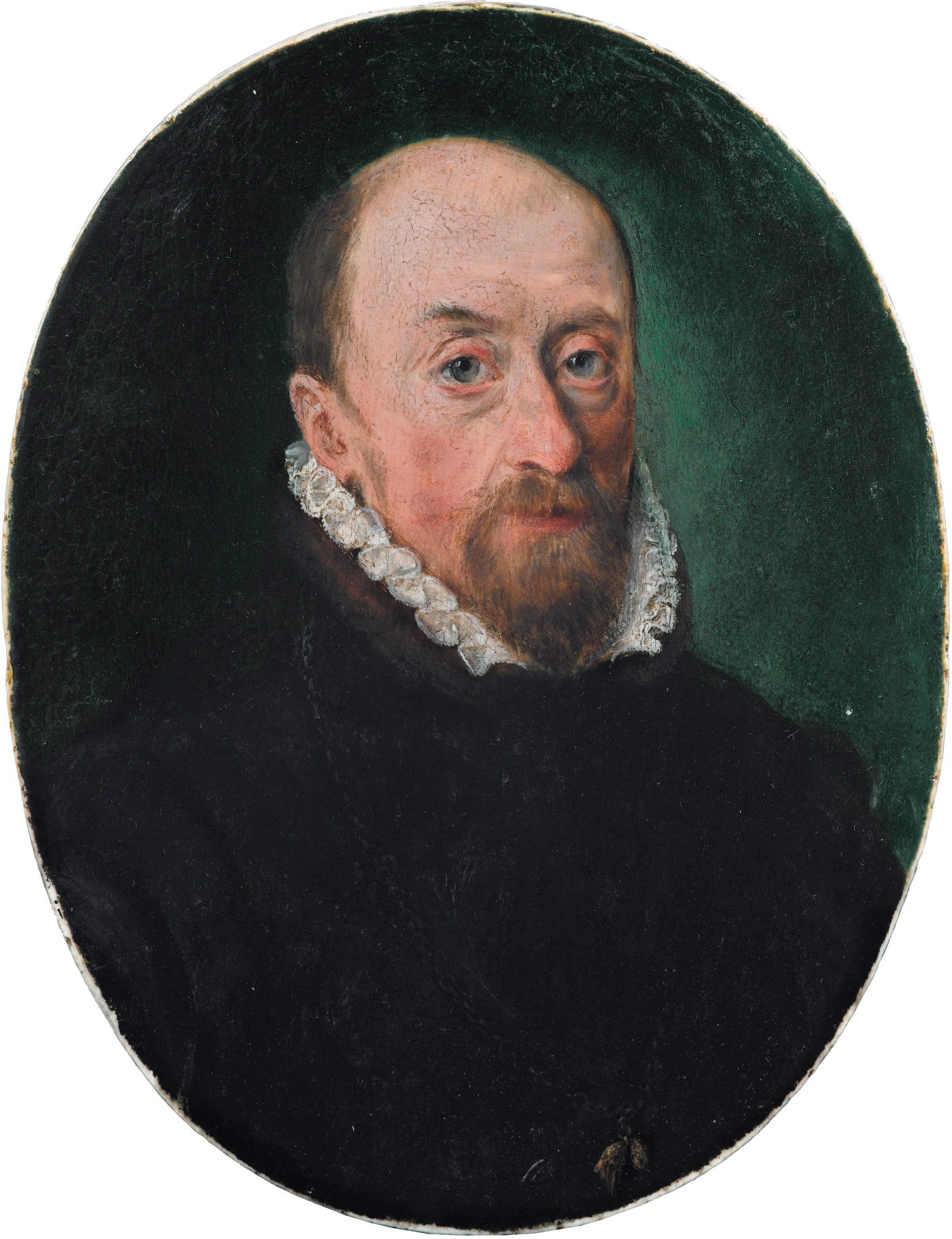
Maximilian II (Sofonisba Anguissola, k. 1580)

Trong khi đó, mối quan hệ giữa Maximilian và Felipe II của Tây Ban Nha đã được cải thiện, và thái độ ngày càng thận trọng và ôn hòa của hoàng đế trong các vấn đề tôn giáo là điều không thể nghi ngờ vì cái chết của con trai Felipe là Don Carlos, đã mở đường cho sự kế vị của Maximilian, hoặc một trong những người con trai của ông có thể sẽ lên ngôi vua Tây Ban Nha. Bằng chứng về tình cảm thân thiện này được đưa ra vào năm 1570, khi con gái của hoàng đế là Nữ đại công tước Anna, trở thành vợ thứ tư của Felipe II; nhưng Maximilian đã không thể tiết chế các thủ tục khắc nghiệt của nhà vua Tây Ban Nha chống lại những cư dân nổi loạn ở Hà Lan. Năm 1570, hoàng đế gặp Nghị viện Speyer và yêu cầu hỗ trợ để đặt biên giới phía đông của ông trong tình trạng phòng thủ, đồng thời cung cấp quyền lực để trấn áp tình trạng hỗn loạn do quân đội phục vụ các thế lực nước ngoài đi qua Đức gây ra. Ông đề xuất rằng sự đồng ý của ông là cần thiết trước khi bất kỳ binh sĩ nào phục vụ nước ngoài được tuyển dụng vào đế quốc; nhưng các Nhà nước trong đế chế không sẵn lòng củng cố quyền lực của đế quốc, các Thân vương theo Tin Lành coi đề xuất này là một nỗ lực ngăn cản họ hỗ trợ những người đồng đạo ở Pháp và Hà Lan, và không có gì được thực hiện theo hướng này, mặc dù một số hỗ trợ đã được bỏ phiếu cho phòng thủ của Áo. Những yêu cầu tôn giáo của người Tin Lành vẫn chưa được đáp ứng, trong khi chính sách khoan dung đã không mang lại hòa bình cho Áo. Quyền lực của Maximilian rất hạn chế; chính sự bất lực chứ không phải là không sẵn lòng đã ngăn cản ông khuất phục trước lời cầu xin của Giáo hoàng Pius V để tham gia một cuộc tấn công vào quân Ottoman cả trước và sau chiến thắng Lepanto năm 1571; và ông vẫn trơ lì trong khi quyền lực của đế quốc ở Đông Bắc châu Âu bị đe dọa.
Năm 1576, Maximilian được một bộ phận các lãnh đạo quý tộc Ba Lan và Litva bầu làm Vua Ba Lan đối lập với Stephan IV Bathory, nhưng ông không thể được chấp nhận rộng rãi ở đó và buộc phải rời Ba Lan.
Maximilian qua đời vào ngày 12 tháng 10 năm 1576 tại Regensburg khi đang chuẩn bị xâm lược Ba Lan. Trên giường bệnh, ông đã từ chối nhận các bí tích cuối cùng của Giáo hội. Ông được chôn cất tại Nhà thờ chính tòa Thánh Vitus ở Praha.
Với vợ là Maria, ông có một gia đình với 10 con trai và 6 con gái. Ông được kế vị bởi người con trai cả còn sống của ông là Đại công tước Rudolf, người đã được chọn làm vua của La Mã Đức vào tháng 10 năm 1575. Một người con trai khác của ông là Đại công tước Matthias, cũng trở thành hoàng đế tiếp theo của Đế chế La Mã Thần thánh sau cái chết của anh trai Mattias; ba người con khác là Đại công tước Ernest, Đại công tước Albert và Đại công tước Maximilian, tham gia vào chính quyền các lãnh thổ Habsburg hoặc Hà Lan. Con gái lớn của ông là Nữ đại công tước Anna, kết hôn với Filepe II của Tây Ban Nha. Một người con gái khác là Nữ đại công tước Elizabeth, kết hôn với Vua Charles IX của Pháp.